# Сорідж 150G
Сорідж 150G (англ. Sawridge 150G) — індіанська резервація в Канаді, у провінції Альберта, у межах муніципального району Лессер-Слейв-Рівер № 124.

## Населення
За даними перепису 2016 року, індіанська резервація нараховувала 20 осіб, показавши скорочення на 58,3%, порівняно з 2011-м роком. Середня густина населення становила 2 осіб/км².

## Клімат
Середня річна температура становить 1,5°C, середня максимальна – 20,7°C, а середня мінімальна – -22,3°C. Середня річна кількість опадів – 489 мм.
| Клімат поселення                              | Клімат поселення | Клімат поселення | Клімат поселення | Клімат поселення | Клімат поселення | Клімат поселення | Клімат поселення | Клімат поселення | Клімат поселення | Клімат поселення | Клімат поселення | Клімат поселення | Клімат поселення |
| Показник                                      | Січ.             | Лют.             | Бер.             | Квіт.            | Трав.            | Черв.            | Лип.             | Серп.            | Вер.             | Жовт.            | Лист.            | Груд.            |                  |
| Середній максимум, °C                         | −9,31            | −5,14            | 1,08             | 9,52             | 15,88            | 20,22            | 20,65            | 19,81            | 14,52            | 9,10             | −0,93            | −8,54            |                  |
| Середня температура, °C                       | −15,82           | −11,66           | −5,43            | 3,00             | 9,36             | 13,70            | 15,72            | 14,90            | 9,60             | 4,19             | −5,85            | −13,47           |                  |
| Середній мінімум, °C                          | −22,34           | −18,16           | −11,94           | −3,51            | 2,84             | 7,19             | 10,79            | 9,96             | 4,65             | −0,76            | −10,79           | −18,39           |                  |
| Норма опадів, мм                              | 24               | 17               | 17               | 19               | 42               | 89               | 95               | 68               | 47               | 27               | 20               | 24               |                  |
| Середньомісячна швидкість вітру, м/с          | 3.30             | 3.30             | 3.32             | 3.40             | 3.40             | 3.10             | 2.90             | 2.80             | 3.00             | 3.40             | 3.20             | 3.30             |                  |
| Середньомісячна сонячна радіація, кДж/м²·день | 2879             | 6199             | 11704            | 17143            | 20629            | 21816            | 21615            | 17817            | 11805            | 6641             | 3179             | 2036             |                  |
| --------------------------------------------- | ---------------- | ---------------- | ---------------- | ---------------- | ---------------- | ---------------- | ---------------- | ---------------- | ---------------- | ---------------- | ---------------- | ---------------- | ---------------- |
| Джерело:                                      |                  |                  |                  |                  |                  |                  |                  |                  |                  |                  |                  |                  |                  |